# اوواسو (اکلاهما)
اوواسو(به انگلیسی: Owasso) شهری در ایالت اکلاهما کشور ایالات متحده آمریکا است که جمعیت آن در سرشماری سال ۲۰۱۰ میلادی، ۲۸٬۹۱۵ نفر بوده‌است.